# Evropská geografická asociace
Evropská geografická asociace (EGEA, ang. European Geography Association) je evropská síť studentů geografie a mladých geografů, přičemž základní myšlenkou jejího fungování je výměna geografických znalostí. K dosažení tohoto cíle jednotlivé entity EGEA organizují kongresy, krátkodobé výměnné pobyty mezi entitami, národní víkendy, exkurze a publikují také vlastní vědecký časopis. Hlavní komunikační platformou celé asociace jsou její webové stránky.
Cílem EGEA je nabídnout příležitosti osobního rozvoje mladým geografům napříč Evropou a umožnit jim naplnění jejich potenciálu mladých vědců. EGEA poskytuje doplňkové a alternativní vzdělávací příležitosti přesahující záběr formálního geografického vzdělání. Toho je docíleno umožněním zapojení členů do mezinárodní interakce, stejně jako pořádáním akademických, vědeckých, kulturních a profesních aktivit určených pro mladé geografy a postavených na základě rovnosti, rozmanitosti a tolerance. EGEA aktivně přispívá k propagaci geografie skrz své networkingové možnosti a skrz strategická partnerství, s nejvyšším cílem upevnit pozici geografie v komunitách svých členů. 

## Historie
V roce 1987 studenti z univerzit ve Varšavě, Barceloně a Utrechtu přišli s myšlenkou založit asociaci pro vzájemnou výměnu geografických znalostí mezi několika zeměmi v Evropě. O rok později, v roce 1988, byla EGEA oficiálně registrována jako nadace se sídlem v Utrechtu. V roce 1996 byly spuštěny první internetové stránky EGEA. Během následujících let se tyto stránky staly ústředním setkávacím místem pro všechny členy EGEA. Roku 2009 bylo na Všeobecném shromáždění (General Assembly) v nizozemské obci Heeg rozhodnuto o změně právního statusu EGEA z nadace na asociaci. Do současnosti (říjen 2015) se EGEA rozrostla z původních tří entit na aktuálních více než 90 entit v 36 různých zemích. 

## Aktivity
Existuje několik druhů lokálních, národních a mezinárodních aktivit organizovaných entitami EGEA. Hlavními událostmi roku jsou kongresy. Dalšími výročními událostmi jsou národní víkendy a letní školy. Navíc entity organizují také své vlastní akce. Obsahově akce EGEA sahají od vědeckých seminářů nebo exkurzí po akce organizované čistě za účelem setkání členů. Vysoce populární mezi členy jsou také výměnné pobyty mezi entitami. 

### Kongresy
Každý rok se koná celkem pět kongresů. Čtyři z nich jsou regionální kongresy, které jsou organizovány na jaře jednou či více entitami z každého regionu. Nejdůležitějším kongresem celé asociace je Výroční kongres (Annual Congress), který se koná v září. 
Kongresy pokaždé obsahují workshopy, exkurze, tréninky a přednášky s vědeckým pozadím. Navíc se zde konají shromáždění kontaktních osob (Contact Persons) z příslušných entit. 

### Výměnné pobyty (Exchanges)
Studentské výměny jsou základními aktivitami EGEA. Umožňují malým skupinkám ze dvou či tří entit navštívit entity v jiných zemích, naučit se něco o jejich kultuře, prozkoumat místní zvyky, přírodu a mnoho zajímavých míst. Nejdůležitějším faktem však je, že tyto aktivity umožňují mladým studentům geografie poznat jejich zahraniční vrstevníky. Na základě dohody jedna entita hostí jinou. Během návštěvy se hostící entita stará o členy entity druhé a poskytuje jim ubytování, jídlo a program. O něco později se pak pozice entit vymění. Výměnné pobyty tohoto typu tvoří největší část všech aktivit EGEA konaných v průběhu každého roku. 

### Vědecké sympozium (Scientific Symposium)
Každý rok se v rámci Výročního kongresu koná také vědecké sympozium, kde mohou členové předvést svůj vědecký výzkum, například prostřednictvím své diplomové či disertační práce. 

### Semináře
Každý rok se koná několik seminářů, které jsou organizovány několika entitami. Semináře jsou odborně zaměřeny a zabývají se vždy tématem v určitých geografických disciplínách. 

### Letní/zimní školy
Během prázdnin v létě a zimě EGEA rovněž dává studentům příležitost zúčastnit se vlastních letních a zimních škol. 

### Víkendové aktivity
Národní či mezinárodní víkendové aktivity jsou zpravidla organizovány jednou entitou. Ve většině případů je pro každou akci tohoto typu zvoleno ústřední téma, na jehož základě je pak postaven program akce spojený s představením vybrané oblasti a jejích lokálních charakteristik. Program může být zaměřený vědecky či neformálně. Některé z víkendových aktivit (například v pobaltských státech, slovanských zemích, Německu, Beneluxu a na Balkáně) bývají určeny členům konkrétní oblasti, zatímco jiné jsou otevřeny pro všechny členy EGEA. 

## Struktura
EGEA je rozdělena do čtyř administrativních regionů: North & Baltic (skandinávské země a okolí), East, West a Euro-Mediterranean (Středomoří). Každý region si na dobu jednoho roku volí svou kontaktní osobu (Regional Contact Person). Jako pomocníci pak při výkonu funkce slouží regionální asistenti (Regional Assistants), kteří s RCP dohromady tvoří regionální týmy. Funkce RCP byla zavedena v roce 2012 s cílem snížit množství agendy spravované přímo vedením EGEA prostřednictvím přenesení správy regionů na nižší úroveň. 

### Regiony

#### Region North & Baltic
Tento region leží v severní Evropě okolo Baltského moře. Entity, které do něj náleží, jsou umístěny v: Estonsku, Finsku, Litvě, Norsku a Rusku. Zeměmi, které aktuálně nemají fungující entitu a náleží rovněž do tohoto regionu, jsou Dánsko, Island, Lotyšsko a Švédsko. 
| Entita           | Země     |
| ---------------- | -------- |
| Helsinki         | Finsko   |
| Joensuu          | Finsko   |
| Oulu             | Finsko   |
| Saint-Petersburg | Rusko    |
| Tartu            | Estonsko |
| Trondheim        | Norsko   |
| Turku            | Finsko   |
| Vilnius          | Litva    |

#### Region East
Východní region je geograficky největším regionem EGEA. Zahrnuje entity Česka, Maďarska, Polska, Rumunska, Slovenska, Ukrajiny a Ruska (s výjimkou Petrohradu a Kaliningradu). Zeměmi regionu bez entity jsou  Bulharsko, Bělorusko, Moldavsko a Arménie. 
| Entita      | Země      |
| ----------- | --------- |
| Bratislava  | Slovensko |
| Brno        | Česko     |
| Bucharest   | Rumunsko  |
| Budapest    | Maďarsko  |
| Cluj-Napoca | Rumunsko  |
| Debrecen    | Maďarsko  |
| Gdańsk      | Polsko    |
| Iasi        | Rumunsko  |
| Izhevsk     | Rusko     |
| Katowice    | Polsko    |
| Kazan       | Rusko     |
| Kharkiv     | Ukrajina  |
| Kherson     | Ukrajina  |
| Kraków      | Polsko    |
| Kyiv        | Ukrajina  |
| Lutsk       | Ukrajina  |
| Lviv        | Ukrajina  |
| Moscow      | Rusko     |
| Olomouc     | Česko     |
| Olsztyn     | Polsko    |
| Ostrava     | Česko     |
| Praha       | Česko     |
| Ternopil    | Ukrajina  |
| Timisoara   | Rumunsko  |
| Warszawa    | Polsko    |
| Wrocław     | Polsko    |
| Toruń*      | Polsko    |

* kandidující entita

#### Region West
Západní region je největším administrativním regionem EGEA podle počtu členů a entit. Zahrnuje Belgii, Nizozemsko, Skotsko, Německo, Rakousko, Švýcarsko a také entity ve Francii, které nejsou v přímořských městech. Zeměmi tohoto regionu bez entity jsou, Irsko a Lucembursko. 
| Entita      | Země       |
| ----------- | ---------- |
| Augsburg    | Německo    |
| Bamberg     | Německo    |
| Berlin      | Německo    |
| Bochum      | Německo    |
| Bonn        | Německo    |
| Brussels    | Belgie     |
| Edinburgh   | Skotsko    |
| Freiburg    | Německo    |
| Gent        | Belgie     |
| Göttingen   | Německo    |
| Graz        | Rakousko   |
| Greifswald  | Německo    |
| Groningen   | Nizozemsko |
| Halle       | Německo    |
| Hannover    | Německo    |
| Jena        | Německo    |
| Kiel        | Německo    |
| Leuven      | Belgie     |
| Lyon        | Francie    |
| Mainz       | Německo    |
| Marburg     | Německo    |
| Münster     | Německo    |
| Nijmegen    | Nizozemsko |
| Osnabrück   | Německo    |
| Utrecht     | Nizozemsko |
| Würzburg    | Německo    |
| Vienna      | Rakousko   |
| Zürich      | Švýcarsko  |
| Bayreuth*   | Německo    |
| Heidelberg* | Německo    |

* kandidující entita

#### Region Euro-Mediterranean
Tento region zahrnuje všechny entity ze zemí okolo Středozemního moře. Patří sem entity z Bosny a Hercegoviny, Srbska, Francie, Turecka, Slovinska, Chorvatska, Malty, Kosova, Makedonie, a Španělska. Zeměmi regionu bez členských entit jsou Albánie, Černá Hora, Itálie, Izrael a Řecko.
| Entita     | Země                |
| ---------- | ------------------- |
| Banja Luka | Bosna a Hercegovina |
| Belgrade   | Srbsko              |
| Grenoble   | Francie             |
| Izmir      | Turecko             |
| Ljubljana  | Slovinsko           |
| Malta      | Malta               |
| Maribor    | Slovinsko           |
| Novi Sad   | Srbsko              |
| Prishtina  | Kosovo              |
| Skopje     | Makedonie           |
| Valladolid | Španělsko           |
| Zadar      | Chorvatsko          |
| Zagreb     | Chorvatsko          |
| Milano*    | Itálie              |

* kandidující entita

### Vedení EGEA (Board of EGEA)
Vedení sestává z šesti osob, z nichž čtyři plní funkce prezidenta, viceprezidenta, sekretáře a pokladníka. Tito čtyři členové vedení jsou voleni na všeobecném shromáždění všech členů asociace. Původně byl členem vedení také zástupce entity pořádající výroční kongres (AC), ale tato funkce byla na shromáždění v roce 2015 nahrazena funkcí Public Relations and Event Advisor. Vedení reprezentuje asociaci a je jejím výkonným orgánem. Dále je podporováno koordinátorem sekretariátu (Secretariat Coordinator), jehož sídlo je v kanceláři EGEA v Utrechtu (pozici vždy zastává člen místní entity; vytvořena byla v roce 2005).
| Rok       | Prezident               | Viceprezident       | Sekretář(ka)           | Pokladník              | PR and Event Advisor*                     | Secretariat Coordinator** |
| --------- | ----------------------- | ------------------- | ---------------------- | ---------------------- | ----------------------------------------- | ------------------------- |
| 2022/23   | Josefa Loreth           | Henrik Stein        | Jared Young            | Sigrid Paavle          | Daniela Kebertová and Patrycja Sokołowska | Raf Martens               |
| 2021/22   | Micol Alessandri        | Esther de Winter    | Marie Johanna Univer   | Luana Schena           | Stanisław Konieczny                       | Raf Martens               |
| 2020/21   | Dylan Colonne           | Rhune van Cleemput  | Victoria Stoyanova     | Alexander Basten       | Daria Karsonova                           | Suzanne Lansbergen        |
| 2019/20   | Ksenia Simonova         | Jakub Růžička       | Johanna Zempel         | Jeroen Royer           | Merli Ilves                               | Jelle Bulens              |
| 2018/19   | Swen Schmitz            | Valentina Vrhovec   | Milan Mík              | Frederike Schneider    | Anna Feliksbrot                           | Albert-Jan van der Werp   |
| 2017/18   | David Rabensteiner      | Pietu Niinimäki     | Lea Rebernik           | Vít Volný              | Anselm Eberl                              | Rick de Graaf             |
| 2016/17   | Simon Schudel           | Ines Stadler        | Vilna Tyystjärvi       | Joonas Pöllänen        | Marek Borkowski                           | Rick de Graaf             |
| 2015/16   | Daan Smekens            | Florin Cioloboc     | Maria Kolesnikova      | Nina Wack              | Michael Witte                             | Andries Bosma             |
| 2014/15   | Nora Varga              | Claudia Rock        | Wendy Wuyts            | André Berger           | Robbert Kramer                            | Sander van der Klei       |
| 2013/14   | Colette Caruana         | Christoph Götz      | Isabella Rojs          | Alexandra Savulescu    | Marius Vidac                              | Cecile Kerssemakers       |
| 2012/13   | Jirka Konietzny         | Niels Grootjans     | Petronela Bordeianu    | Maciej Radyno          | Anna Toloczko                             | Rik de Kleijn             |
| 2011/12   | Svetlana Samsonova      | Joanna Wawrynowicz  | Henning Kronen         | Michael Poulsen        | Kristel Sieprath                          | Sanne Heijt               |
| 2010/11   | Alexandru Drăgan        | Sven Vanderhaegen   | Kaija Murasov          | Mihovil Masic          | Carolin Ziegler                           | Roos Saalbrink            |
| 2009/10   | Claudia Iordache        | Slobodan Cvetkovic  | Milda Latakaite        | Samantha van der Sluis | Catalina Ionita                           | Jelle Gulmans             |
| 2008/09   | Jeroen van Pelt         | Kamila Jankowska    | Milena Karanović       | Dennis Söderholm       | Martinus Spoelstra                        | Lisette von Leijenhorst   |
| 2007/08   | Aleš Oven               | Vlad Dumitrescu     | Kret Masik             | David Jochum           | Misha Lobanov                             | Malou Weber               |
| 2006/07   | Heli Rekiranta          | Alexandros Ziogas   | Anastasia Kazakova     | Tim van de Laar        | Lukasz Jankowski                          | Gert Ruepert              |
| 2005/06   | Alois Humer             | Vojkan Gajovic      | Anna Bieniasz          | Sandor Kreuze          | Florian Fischer                           | Gert Ruepert              |
| 2004/05   | Vita Valuinaite         | Igor Pilipenko      | Rok Godec              | Andrea Jordan          | Leftheris Eleftheriadis                   |                           |
| 2003/04   | Leftheris Eleftheriadis | Natalia Krivenok    | Kristjan Pärnamägi     | Kathrin Klei           | Gert Ruepert                              |                           |
| 2002/03   | Jean-François André     | Joanna Markowska    | Kristjan Pärnamägi     | Heidi van Otten        | Tomasz Dusza                              |                           |
| 2001/02   | Denis Ceric             | Magdalena Bednarz   | Erki Saluveer          | Winneke Lobeek         | Sylvain Rigollet                          |                           |
| 2000/01   | Sylvain Rigollet        | Anna Tsukanova      | Ann Ideon              | Remco van der Hoogt    | Wojtek Zalewski                           |                           |
| 1999/2000 | Vera Veranda            | Magda Rak           | Helle-Mai Pedastsaar   | Sebastian Mosler       | Primoz Pipan                              |                           |
| 1998/99   | Erika Eloranta          | Primoz Pipan        | Svetlana Malysheva     | Dennis van der Avoort  | Tonia Koops                               |                           |
| 1997/98   | Teresa Gomes            | Piotr Strubel       | Erika Eloranta         | Dennis van der Avoort  | Catrin Effe                               |                           |
| 1996/97   | Teresa Gomes            | Mait Rei            | Piotr Strubel          | Henk Looijen           | Nadia Dida                                |                           |
| 1995/96   | Catrin Effe             | Sebastian Pichinski | Helder Santos          | Rebecca Haacker        | Ricardo Coutada                           |                           |
| 1994/95   | Ricardo Coutada         | Ricardo Coutada     | Maciej Dabski          | Berend Bock            | Monika Dittrich                           |                           |
| 1993/94   | Ricardo Coutada         | Adam Sniadowski     | Ingibjörg Bjornsdottir | Berend Bock            | Tiit Tammaru                              |                           |

)* do roku 2012 organizátor výročního kongresu (Annual Congress Organiser), poté do roku 2015 koordinátor výročního kongresu (Annual Congress Coordinator).
)** do roku 2016 Secretariat Director

### Regionální kontaktní osoby (RCPs)
Čtyři regionální kontaktní osoby udržují kontakt mezi entitami ve svém regionu a vedením EGEA.
| Rok     | EAST                | EUROMED             | NORTH & BALTIC      | WEST               |
| ------- | ------------------- | ------------------- | ------------------- | ------------------ |
| 2022/23 | Ondřej Míka         | Leon Puljević       | Veera Niemi         | Runa Witte         |
| 2021/22 | Ľuboš Rybnikár      | Mihaela Mladar      | Jenni Honkanen      | Henrik Stein       |
| 2020/21 | Stanisław Konieczny | Micol Alessandri    | Sigrid Paavle       | Josefa Loreth      |
| 2019/20 | Dorina Juhász       | David Botko         | Daria Karsonova     | Anna Czerniejewska |
| 2018/19 | Yulia Kozak         | Monika Gričnik      | Beatričė Petkutė    | Dylan Colonne      |
| 201718  | Tetiana Stadnyk     | Petar Božan         | Ksenia Simonova     | Swen Schmitz       |
| 2016/17 | Petr Boucník        | Lena Kropivšek      | Ida Viinikka        | Lorina Schudel     |
| 2015/16 | Marek Borkowski     | Vane Urh            | Vilna Tyystjärvi    | David Rabensteiner |
| 2014/15 | Maria Kolesnikova   | Sergio Cuevas Pérez | Kseniya Gavrilova   | Daan Smekens       |
| 2013/14 | Nora Varga          | Urban Furlan        | Mariana Verdonen    | Sascha Sabouhi     |
| 2012/13 | Alexandra Savulescu | Colette Caruana     | André Sæther Berger | Martijn Claes      |

### Výbory (Committees)
EGEA má několik výborů, které zajišťují důležitou práci k fungování asociace. V současnosti jsou aktivní:
| Activities and Events Committee     |
| Communication and Media Committee   |
| EGEA Green                          |
| European Geographer                 |
| Fundraising Committee               |
| Training Committee                  |
| Organization and Strategy Committee |
| Regional Support Committee          |
| Scientific Committee                |
| WebAdmin Team                       |

## Partneři
EGEA má několik partnerských organizací, například EUROGEO, IFISO, IAAS, ISHA, StudyPortals a ThinkYoung. Kromě toho spolupracuje s programem EU nazvaným Youth in Action, stejně jako s programem European Youth Forum. Kromě toho EGEA má silnou vazbu na firmu ESRI, která poskytuje GIS software, a na univerzitu v Utrechtu.